# Тугурське сільське поселення
Тугу́рське сільське поселення (рос. Тугурское сельское поселение) — сільське поселення у складі Тугуро-Чуміканського району Хабаровського краю Росії.
Адміністративний центр та єдиний населений пункт — село Тугур.

## Населення
Населення сільського поселення становить 352 особи (2019; 389 у 2010, 518 у 2002).

## Історія
Станом на 2002 рік існувала Тугурська сільська адміністрація (село Тугур, населені пункти Бурукан, Маймагун). Сільське поселення утворене 28 липня 2004 року, населені пункти Бурукан та Маймагун передано у міжселенну територію.